# The Call of the Song
The Call of the Song è un cortometraggio muto del 1911 diretto da Thomas H. Ince e interpretato da Mary Pickford e King Baggot.

## Produzione
Il film fu prodotto dall'Independent Moving Pictures Co. of America (IMP).

## Distribuzione
Il film - un cortometraggio in una bobina - uscì nelle sale il 3 agosto 1911, distribuito dalla Motion Picture Distributors and Sales Company. Non si conoscono copie ancora esistenti della pellicola che viene considerata presumibilmente perduta.